# Santa Cruz (Arizona)
Santa Cruz es un lugar designado por el censo ubicado en el condado de Pinal en el estado estadounidense de Arizona. En el Censo de 2010 tenía una población de 37 habitantes y una densidad poblacional de 8,77 personas por km².

## Geografía
Santa Cruz se encuentra ubicado en las coordenadas 33°13′58″N 112°9′34″O / 33.23278, -112.15944. Según la Oficina del Censo de los Estados Unidos, Santa Cruz tiene una superficie total de 4.22 km², de la cual 4.22 km² corresponden a tierra firme y (0%) 0 km² es agua.

## Demografía
Según el censo de 2010, había 37 personas residiendo en Santa Cruz. La densidad de población era de 8,77 hab./km². De los 37 habitantes, Santa Cruz estaba compuesto por el 0% blancos, el 0% eran afroamericanos, el 97.3% eran amerindios, el 0% eran asiáticos, el 0% eran isleños del Pacífico, el 2.7% eran de otras razas y el 0% pertenecían a dos o más razas. Del total de la población el 8.11% eran hispanos o latinos de cualquier raza.